# Enzo Mattioda
Enzo Mattioda (* 22. August 1946 in Bœurs-en-Othe) ist ein ehemaliger französischer Radrennfahrer und nationaler Meister im Radsport.

## Sportliche Laufbahn
Mattioda war Bahnradsportler und im Straßenradsport aktiv. Er begann 1958 mit dem Radsport. 1966 wurde er Mitglied im Verein ACBB. 
Er gewann er 1970 das Amateurrennen Paris–Roubaix Espoirs und das Etappenrennen Tour du Bordelais. 
1971 wurde er Berufsfahrer im Radsportteam Peugeot und blieb bis 1977 als Radprofi aktiv. 1973 siegte er bei Bordeaux–Paris vor Cyrille Guimard. 1975 gewann er die nationale Meisterschaft im Steherrennen der Profis vor Alain Dupontreue. 1974 und 1976 wurde er Vize-Meister.

## Berufliches
Nach seiner Karriere als Radprofi wurde er Autohändler für Renault in Laval.